# Conrad Schnitzler
Conrad Schnitzler (Düsseldorf, 17 marzo 1937 – Düsseldorf, 4 agosto 2011) è stato un tastierista, chitarrista e compositore tedesco.
È stato una delle figure più significative del Krautrock.

## Discografia
La discografia è parziale, date le numerosissime collaborazioni dell'artista.

### 1970
- Electronic Meditation (con i Tangerine Dream)
- Klopfzeichen (con i Kluster)

### 1971
- Zwei-Osterei (con i Kluster)
- Schwarz (a.k.a. Eruption)

### 1973
- Rot
- Slowmotion

### 1974
- Blau
- Work in Progress
- The Red Cassette
- The Black Cassette

### 1978
- Con

### 1980
- Auf Dem Schwarzen Kanal (EP)
- Consequenz (con Wolfgang Seidel)
- Die Wandelnde Klangwolke Aus Berlin

### 1981
- Contempora
- Con 3
- Conrad & Sohn (con Gregor Schnitzler)
- Conal
- Control
- Gelb (ristampa di The Black Cassette su LP)
- Grün
- Context

### 1982
- Convex
- The Russians Are Coming (EP)
- Container

### 1983
- Con 3.3.83

### 1984
- Con '84

### 1985
- Con '85

### 1986
- Concert
- Consequenz II (con Wolfgang Seidel)
- Micon in Italia (con Michael Otto)
- Face On Radio (con Wolfgang Hertz)
- Con '86
- GenCon Productions (con Gen Ken Montgomery)
- Conversion Day

### 1987
- Congratulacion
- Contrasts (con Wolfgang Hertz)
- Black Box 1987
- Contra-Terrene
- Conditions of the Gas Giant
- Deathcrush (L'intro Silvester Anfang) (con Mayhem )

### 1988
- ConGen: New Dramatic Electronic Music (con Gen Ken Montgomery)
- CS 1 - CS 13: Januar 1988 - Dezember 1988
- Concho (con Michael Chocholak)
- GenCon Dramatic (GenCon Live) (con Gen Ken Montgomery)

### 1989
- Constellations
- CS 89/1 - CS 89/12: Januar 1989 - Dezember 1989
- The Cassette Concert (con Gen Ken Montgomery)

### 1990
- Kynak (Camma) (con Giancarlo Toniutti)
- CS 90/1 - CS 90/12: Januar 1990 - Dezember 1990
- Confidential Tapes
- 00/001 - 00/004: Confidential Tapes

### 1991
- Contempora 00/014 - 00/031

### 1992
- Tolling Toggle (con Jorg Thomasius)
- Tonart Eins (con Tonart)
- Ballet Statique (ristampa di Con)
- Contempora 00/032 - 00/039

### 1993
- Clock Face (con Jorg Thomasius)
- Tonart Zwei (con Tonart)
- Con Brio
- Contempora 00/040 - 00/044

### 1994
- Blue Glow
- Con Repetizione
- Contempora 00/045 - 00/053

### 1995
- Charred Machinery
- Electronegativity

### 1997
- 00/106
- The Piano Works 1
- 00/44

### 1999
- Construction
- 00/071: Piano
- 00/063: Piano
- Con/Solo/1
- 00/121: Piano
- 00/139: Concert
- Con/Solo/2
- Computer Jazz

### 2000
- The 88 Game
- 5.5.85 (Concert)

### 2001
- Conal2001
- Acon (con Hans-Joachim Roedelius)

### 2002
- Con '72

### 2003
- Live Action 1997
- Gold
- Contakt

### 2004
- Con '72 Part II

### 2005
- Mi.T.-Con 04 (con Michael Thomas Roe)

### 2006
- Moon Mummy
- Zug
- Aquatic Vine Music (con Michael Thomas Roe)
- Conviction
- Con 2+
- ElectroCon
- Klavierhelm
- Trigger Trilogy

### 2007
- Mic + Con 07 (con Michael Thomas Roe)

### 2008
- Kluster 2007 (con Michael Thomas Roe and Masato Ooyama)

### 2009
- Horror Odyssee (con Big Robot) - TIBProd. Italy

## Video
- Con Video 1970's
- Con '81 - Lux Mix